# Sneflokketræ
Sneflokketræ (Chionanthus) er en slægt af buske/træer af oliven-familien, der især er udbredt i tropiske og subtropiske områder. Der findes omkring 150 arterf slægten, men kun tre, som er rimeligt hårdføre og dermed udbredte i nordlige tempererede områder. De fleste af de tropiske og subtropiske arter er stedsegrønne, mens de tempererede arter er løvfældende. Buskene bliver mellem 3 og 25 m høje.
Bladene er modsatte og helrandede. Det er tvebo planter med små blomster, som sidder i mangeblomstrede toppe på cirka 10 cm, hvoraf de hanlige blomsterstande er større end de hunlige. De mange små hvide blomster har givet navn til træet i Danmark, hvor det findes som haveplante. Frugten er en lille, sort stenfrugt med ét frø.
| Arter i tempererede områder |

- Kinesisk Sneflokketræ (Chionanthus retusus)
- Virginsk Sneflokketræ (Chionanthus virginicus)
- Chionanthus henryae

| Arter i subtropiske og tropiske områder |

- Chionanthus foveolatus
- Chionanthus holdridgei
- Chionanthus intermedius
- Chionanthus pubescens
- Chionanthus pygmaeus
- Chionanthus retusus
- Chionanthus virginicus